# Börili (Qostanai)
Börili (kasachisch Бөрілі; russisch Бурли Burli) ist ein Dorf im Gebiet Qostanai in Kasachstan, im Rajon (Audan) Qarabalyq. Es wurde im 17. Jahrhundert gegründet. Das Dorf liegt im Norden Kasachstans unweit zur Grenze zu Russland. In dem Dorf und der Umgebung leben neben der kasachischen Bevölkerung auch Russen, Kasachstandeutsche und Russlanddeutsche.